# 팡팡뉴스
팡팡뉴스는 KBS대전 1라디오에서 평일 오후 2시 30분부터 오후 2시 58분까지 방송했던 시사·교양 프로그램이다.

## 프로그램 소개
대전지역에서 일어나는 사회문제를 분석, 전망, 제시를 통해서 지역여론을 형성하는 프로그램이다.

## 진행
- 김점석

## 같이 보기
- KBS대전방송총국
- KBS 제1라디오
- 집중인터뷰

| KBS대전 1라디오 평일 프로그램 |                               |                               |
| 이전                          | 팡팡뉴스                      | 다음                          |
| 뉴스 중계탑                   | 팡팡뉴스                      | 생방송 대전입니다             |
| 오후 2시 ~ 오후 2시 30분      | 오후 2시 30분 ~ 오후 2시 58분 | 오후 3시 10분 ~ 오후 3시 58분 |
| 전국방송                      | 대전·세종·충남 지역 방송      | 대전·세종·충남 지역 방송      |